# Дорогомиловський залізничний міст
Дорогомиловський залізничний міст (Старий Дорогомиловський міст) у Москві — сталевий трипрогінний балочний міст через Москву-ріку на 41-му кілометрі Малого кільця МЗ у південній частині станції Пресня. Побудований в 1905—1907 роках.
На мосту розташовані дві головних залізничні колії станції Пресня, між її парками Пресня і Кутузова. Раніше це місце було перегоном між станціями Пресня — Кутузова.

## Історія будівництва і реконструкції
Автори проекту — Л. Д. Проскуряков, П. І. Рашевський, О. Н. Померанцев (за іншими джерелами — Г. В. Ульянинський; саме його ім'я вказано на табличці моста). Під час будівництва Малого Кільця МЗ був також побудований тимчасовий дерев'яний міст підкісної системи «для вагонеткового прямування», розібраний після пуску постійних мостів. Їх було два: сучасний Старий Дорогомиловський, і Смоленський залізничний міст, що знаходився нижче за течією на сполучній гілці між станціями Кутузова Малого Кільця МЗ і Тестовська Білоруського напрямку. Сполучна гілка і Смоленський міст були розібрані в 1998 при будівництві Третього транспортного кільця і нового Дорогомиловського автодорожнього моста.
Старий Дорогомилівський міст — трипрогінний, з їздою поверху ферменних балок (кожна по 53.3 м завдовжки) роботи Брянського заводу. Річкові бики і лівобережний устої мають кесонну базу, а правобережні устої спорудженні безпосередньо на скельній основі. Міст успішно витримав повінь 1908 року. У 1938 році сталеві ферми були замінені на балки для збільшення підмостового габариту.